# ГЕС Åbjøra
ГЕС Об'єра (Åbjøra) — гідроелектростанція у південній частині Норвегії, за 125 км на північний захід від Осло. Використовує ресурс із річки Об'єра (Åbjøra), правої притоки Бегни, котра після проходження через озеро Сперіллен під назвою Одалсельва (Ådalselva) зливається з р. Раннсельва (Randselva), утворюючи річку Драмменсельва (дренується до Drammensfjorden — затоки Осло-фіорду).
Для накопичення ресурсу в сточищі станції працюють п'ять водосховищ. Три з них — Storevatn, Tisleifjord та створене шляхом злиття двох озер Ølsjøen-Bløytjern послідовно розташовані на Åbjøra, тоді як Гелін та Flyvatn знаходяться на річці Flya, котра впадає ліворуч у щойно згаданий Tisleifjord. Сховища мають припустиме коливання рівня поверхні від 2 метрів для Хелін до 11,5 метра для Tisleifjord та корисний об'єм від 8,1 млн м² (Ølsjøen-Bløytjern) до 123,3 млн м3 (так само Tisleifjord). Загальний об'єм цих водойм становить 220,8 млн м3.
З чотирьох верхніх сховищ ресурс природним шляхом потрапляє у Ølsjøen-Bløytjern, звідки через дериваційний тунель довжиною 4,5 км прямує у напрямку долини Бегни. Далі через напірну шахту висотою 380 метрів та ще одну горизонтальну ділянку тунелю завдовжки 0,26 км вода потрапляє у машинний зал.
Станцію ввели в експлуатацію у 1951-му з двома турбінами типу Пелтон потужністю по 27,6 МВт, а за п'ять років до них додали третю таку ж. При напорі у 441 метр це обладнання забезпечувало виробництво 468 млн кВт·год електроенергії на рік. На початку 2000-х провели серйозну модернізацію станції, яка включала спорудження нового машинного залу на чверть кілометра далі у глиб гори (тепер доступ до нього персоналу здійснюється через тунель довжиною 0,85 км). Оновлена ГЕС має одну турбіну типу Френсіс потужністю 94 МВт та повинна виробляти 558 млн кВт·год електроенергії.
Проходить модернізацію і греблеве господарство. Так, у 2013—2014 роках відремонтували бетонну ділянку споруди на сховищі Tisleifjorden, а її кам'яно-накидну частину підвищили на 2,6 метра при збереженні діапазону припустимого коливання рівня поверхні.
Відпрацьована вода прямує по відвідному тунелю до створеного на Бегні сховища Aurdalsfjord (сюди ж природним шляхом, але дещо північніше, впадає і Åbjøra), при цьому далі по течії річки розташована ГЕС Багн..